# Ricky banlieue
Ricky banlieue est un album de bande dessinée humoristique écrit et dessiné par Frank Margerin, paru en 1980. C'est le premier album des aventures de Lucien et ses amis.

### Documentation
- Rodolphe, « Le Guide des dix meilleures rééditions : Ricky banlieue », dans Jean-Luc Fromental (dir.), L’Année de la bande dessinée 81/82, Paris, Temps Futurs, 1982, p. 58.